# Epigynopteryx subbasalis
Epigynopteryx subbasalis är en fjärilsart som beskrevs av Claude Herbulot 1965. Epigynopteryx subbasalis ingår i släktet Epigynopteryx och familjen mätare. Inga underarter finns listade i Catalogue of Life.